# 余海岁
余海岁，教授，主要从事岩土力学理论和土工问题等方向的研究工作。入选中华人民共和国教育部第五批"长江学者"特聘教授。

## 生平
曾先后就读于石家庄铁道学院、西南交通大学、帝国理工学院、牛津大学。